# Jasieniów Polny (przystanek kolejowy)
Jasieniów Polny (ukr. Ясенів-Пільний, ros. Ясенов-Польный) – przystanek kolejowy w miejscowości Jasieniów Polny, w rejonie kołomyjskim, w obwodzie iwanofrankiwskim, na Ukrainie. Leży na linii Kołomyja – Stefaneszty.
W okresie międzywojennym istniała w tym miejscu stacja kolejowa. W II Rzeczypospolitej Jasieniów Polny był stacją graniczną na granicy z Rumunią z obsługą ruchu transgranicznego. Stacją graniczną po stronie rumuńskiej było Ștefănești. Po II wojnie światowej stacja straciła swój nadgraniczny charakter.